# Amigos de la Orden Budista Occidental
Amigos de la Orden Budista Occidental (AOBO, o, por sus siglas inglesas, FWBO) es un movimiento budista que trata de expresar los principios tradicionales del budismo en el mundo moderno. Este movimiento gira alrededor de una comunidad espiritual llamada Orden Budista Occidental (OBO), fundada en 1967 por Sangharákshita.
El movimiento AOBO está formado por centros de enseñanza de meditación y budismo, centros de arte y salud (Yoga, Tai Chi, Shiatsu) así como centros de retiro.
Dentro de la AOBO también existen comunidades donde viven las personas que practican regularmente el budismo. Asimismo existen negocios de subsistencia correcta donde se trata de llevar la práctica al ámbito del trabajo. En sí todas estas condiciones son formas en que los hombres y las mujeres involucrados organizan sus vidas y satisfacen sus necesidades ya sea de trabajo, de aprendizaje y de convivencia.

## La Orden Budista Occidental
Es una comunidad de personas comprometidas con las tres joyas: Buda Gautama, Dharma y sangha. La Orden es el corazón de AOBO y tiene actualmente cerca de mil quinientos miembros ordenados los cuales tratan de llevar su compromiso dentro de sus diferentes formas de vida, ya sea enseñando budismo o en sus profesiones o con sus familias o en retiro con un estilo de vida más bien monástico.

## El budismo que se practica en la AOBO
El budismo que se practica en la AOBO es una aproximación ecuménica a la tradición budista en su totalidad. Se selecciona elementos de todas las escuelas tradicionales según su relevancia para el practicante occidental. En sus centros enseñan técnicas de meditación y otras prácticas espirituales que provienen de las escuelas Theravāda, Mahāyāna y de varias del budismo tibetano. Además se incorporan conceptos modernos tales como la teoría de la evolución y psicología occidental.

## Objetivos
A lo largo del desarrollo histórico del budismo han surgido distintas escuelas que, aunque coinciden en lo principal de la doctrina, difieren en sus énfasis de determinados métodos o prácticas. Así, en ciertas culturas y épocas el budismo ha adquirido características apropiadas a las condiciones imperantes. De esta manera la AOBO, como uno de los movimientos de budismo en occidente, hace hincapié en ciertos aspectos para que su práctica le sea más efectiva y clara a las personas occidentales... Entre estos aspectos está el de lograr un acercamiento equilibrado a la vida espiritual, de tal forma que cuerpo, mente y emociones se vayan integrando de manera armónica. Así, las distintas prácticas se enfocan a estos tres aspectos en diversas maneras. 
Dentro de estas prácticas la meditación puede considerarse la más importante, ya que al trabajar directamente con nuestra mente podemos desarrollar, de forma más efectiva, estados de conciencia elevados que tendrán un efecto directo sobre nosotros mismos y la manera en que percibimos el mundo. 

### Meditaciones
Todas las meditaciones budistas se pueden dividir en dos grupos: 
1. las prácticas que generan tranquilidad, atención y concentración, se les denomina shamata;
2. las prácticas que llevan a la percatación, visión clara, o el darse cuenta, se les llama vipasana.

Con la meditación como fundamento, en la AOBO se estimula asimismo la reflexión y el estudio de las principales doctrinas y textos budistas; esto con el fin de lograr una comprensión profunda de ellas y tratar así de acercarnos a una visión correcta de las cosas. Las prácticas de orden ritual y devocional son muy importantes también, ya que son una forma de involucrar a la imaginación y a las emociones en nuestros esfuerzos para crecer.
Una forma congruente de traducir estas prácticas en términos de acción, son los 5 preceptos, que no son reglas morales ni mandamientos, sino herramientas para transformar la mente, el habla y el cuerpo. Estos son:
1. Abstenerse de dañar a los seres vivos. / Practicar el respeto a la vida y practicar la sensibilidad y amor hacia todo ser vivo.
2. Abstenerse de tomar lo que no nos pertenece / Practicar la generosidad.
3. Abstenerse de una conducta sexual dañina (adulterio, estupro, violación) / Practicar tranquilidad y contento.
4. Abstenerse de un habla falsa / Practicar la veracidad.
5. Abstenerse de intoxicar la mente / Cultivar la claridad y lucidez mental.

### Cuerpo y mente
Asimismo, hay disciplinas que, aunque aparentemente solo están dirigidas hacia el cuerpo, su objeto principal es la mente y el armonizar las distintas energías.
El Hatha Yoga, el Tai-Chi, Shiatsu, etc., se pueden ayudarnos así en nuestro sendero de desarrollo

## Enlaces
Hoy en día la AOBO tiene actividades en más de veinticinco países.
- Más información: http://www.aobo.org Archivado el 8 de marzo de 2020 en Wayback Machine.
- En España: http://www.budismo-valencia.com/
- En México: http://www.budismo.com/
- Blog 'budismo occidental': http://www.moksananda.blogspot.com
- Se puede descargar textos budistas gratis de Sangharakshita en http://www.librosbudistas.com

- Datos: Q16529673